# بانک اوراسیا
بانک اوراسیا (انگلیسی: Eurasian Bank) شرکت خدمات مالی و بانکداری قزاقستانی است، که در سال ۱۹۹۴ تأسیس شد.